# Albrecht von Kemenaten
Albrecht von Kemenaten (Mitte des 13. Jahrhunderts) war ein Autor mittelhochdeutscher Sprache. Der Verfasser von Dichtungen und Erzählungen wurde von Rudolf von Ems lobend erwähnt. 
Eindeutig lässt sich seinem Schaffen nur der Goldemar (aventiurehafte Dietrichepik) zuordnen. Die von Julius Zupitza aus der gemeinsamen Strophik (Bernerton) abgeleitete Autorschaft Albrechts auch für die Virginal, das Eckenlied oder den Sigenot wird von der neueren Forschung verneint bzw. stark bezweifelt. Mit Albrechts Goldemar ist die deutlichste, da offenkundig programmatische Integration höfischer Elemente in die heldenepische Dietrichtradition realisiert. 

## Werke
- Goldemar